# 7,65 × 22 mm Parabellum
El  7,65 × 21 mm Parabellum  (conegut també com a  30 Luger  i  7,65 mm Luger ) és un cartutx per pistola introduït el 1898 pel fabricant d'armes alemany Deutsche Waffen und Munitions Fabrik (DWM) per la seva pistola Parabellum. Els principals impulsors del cartutx van ser els dissenyadors d'armes Georg Luger i Hugo Borchardt, que ho van desenvolupar partint del 7,65 x25mm Borchardt mentre treballaven a la DWM.

## Disseny
Georg Luger va desenvolupar el cartutx 7,65 mm partint de cartutxos 7,65 mm existents. Com s'ha comentat a l'inici, es va dissenyar per a la pistola Parabellum de DWM (la pistola coneguda posteriorment com la "Luger"). El cartutx 7,65 mm Parabellum fa servir una beina més curta que els 7,65 x25mm Borchardt, 7,63 x25mm Mauser, i 7,62 x25mm Tokarev, els quals tenen aproximadament el mateix llarg.

## Dimensions
Mesures C.I.P. màximes dels cartutxos 7,65 x21mm .
El pas d'estries més comú per a aquest cartutx és d'una volta en 275 mm, amb 4 estries, ø en els camps = 7,62 mm, ø en els fons = 7,83 mm, ample dels camps = 3, 05 mm i el fulminant, o càpsula iniciadora és el pistó petit per a pistola. Aquest cartutx recolza en la recambra amb l'espatlla o gola de la beina.
D'acord amb la guia oficial de la CIP (Commission Internationale Permanent Pour l'épreuve Des Armes A Feu Portatives) pel 7,65 x21mm Parabellum, la beina pot suportar fins a 235 MPa, mesurats amb sensor piezoelèctric. En les països regulats per la CIP, cada conjunt arma/cartutx ha de ser provat al 130% de la pressió màxima CIP perquè rebi la certificació i pugui ser comercialitzada.

## Característiques
Mesures 
- Diàmetre de la bala = 7,86 mm
- Coll = 8,4 mm
- Base = 9,9 mm
- Vora = 10 mm
- Longitud = 21,6 mm
- Longitud total = 29,84 mm

 Prestacions 
- Pes de la bala = 6 g
- Velocitat = 355 m/s
- Energia = 400 joules

## Usos

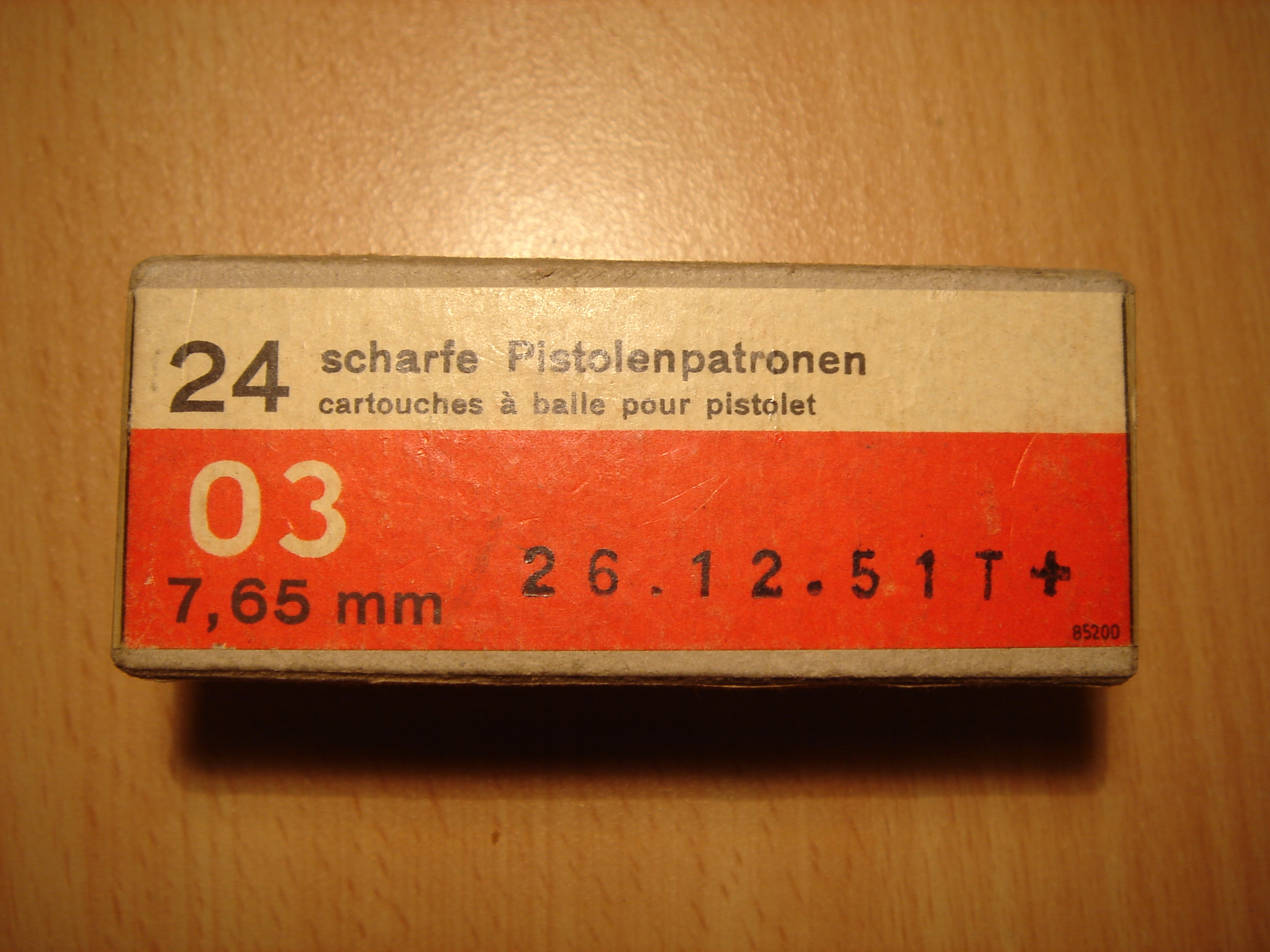
Últim lot del 7,65 Parabellum de l'exèrcit suís.

El 7,65 mm Parabellum va ser reemplaçat a l'Exèrcit Alemany pel 9 x 19 mm Parabellum. Això es va fer simplement expandint la boca de la beina del 7,65 per acceptar una bala de 9mm. Com que tenen les mateixes mesures de culot, cos i llarg total, moltes armes de calibre 7,65 Parabellum poden convertir-se a 9 mm Parabellum canviant només el canó. I a l'inrevés, del 7,65 Pb al 9 mm també.
Amb l'adopció per part de Suïssa de la pistola Luger en 1900, el 7,65 mm Parabellum es va convertir en el cartutx estàndard de pistola de l'Exèrcit Suís fins a finals dels '40. L'última pistola de l'exèrcit suís, la SIG P210, també es va fer en aquest calibre, però només per al mercat civil, mentre que les P210 militars estan recamarades per al 9x19mm Parabellum.
Finlàndia va adoptar la pistola Luger com a model M/23 en calibre 7,65 Pb el 1922. Es van enviar 8000 pistoles, però només unes poques van sobreviure a la guerra. Molts exemplars van ser recalibrats posteriorment al 9 mm, i una limitada quantitat es va mantenir emmagatzemada fins a 1980 per a armar el personal no combatent.
Diverses armes han estat fabricades per al mercat comercial en aquest calibre en països on hi ha restriccions en la tinença d'armes en calibres militars pels civils. Entre els exemples podem citar la Benelli B76, Browning Hi-Power i la Ruger P94.
Hi ha diversos subfusells que han estat fabricats per a aquest calibre, els més notables són el SIG Bergmann 1920 (versió sota llicència del Bergmann MP-18/1), el suís M/Neuhausen MKMS, el MP34 austríac i el Suomi M-26.

## Sinònims
- 30 Luger
- 7,65 mm Luger
- 7,65 × 21mm Pb
- 7,65 × 21mm Luger
- 7,65 mm Parabellum
- 7,65 mm Para